# 戴夫·克拉克五人組
戴夫·克拉克五人組（英語：The Dave Clark Five，縮寫DC5）是1957年於托登罕成立的英國流行搖滾樂團。1964年1月，他們在英國的第一首十大單曲〈Glad All Over〉，將披头士乐队的〈I Want to Hold Your Hand〉擊敗並成為英國單曲排行榜榜首，它於1964年4月在美國達到第6位。儘管這是他們唯一的英國排名第一，但他們在1965年12月以翻唱鮑比·戴的〈Over And Over〉登上了美國排行榜榜首。
他們也是第二支出現在美國艾德·蘇利文秀上的英倫入侵樂團（1964年3月後兩周，繼披头士乐队上個月的三周）。樂團於1970年末解散。2008年3月10日，戴夫·克拉克五人組入選摇滚名人堂。

## 歷史

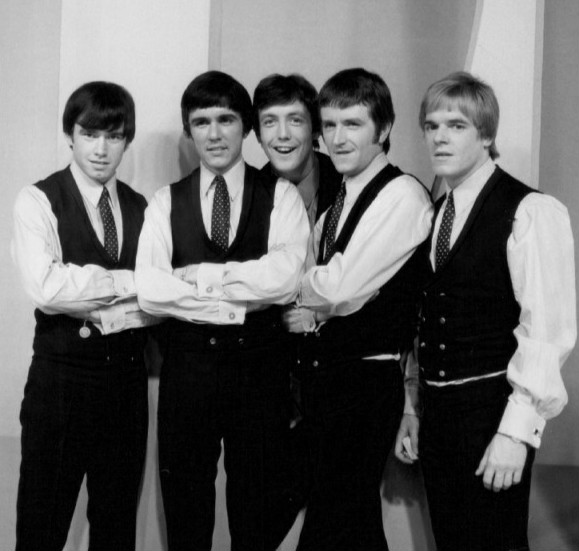
1966年在艾德·蘇利文秀。自左：丹尼士·佩頓、戴夫·克拉克、麥克·史密斯、瑞克·赫胥黎和蘭尼·戴維森。

樂團的一開始是1957年的戴夫·克拉克五重奏（英語：The Dave Clark Quintet），由鼓手戴夫·克拉克（Dave Clark）、主音吉他手戴夫·桑福德（Dave Sanford）、貝斯手克里斯·沃爾斯（Chris Walls）和鋼琴手唐·威爾（Don Vale）組成。1958年，桑福德和威爾分別由瑞克·赫胥黎（Rick Huxley）和羅傑·斯梅德利（Roger Smedley）取代。此時的陣容為史丹·薩克森（Stan Saxon，主唱）、赫胥黎（節奏吉他）、斯梅德利（鋼琴）、強尼·強生（Johnny Johnson，主音吉他）、沃爾斯（貝斯）和克拉克（爵士鼓）。1958年斯梅德利離團，米克·芮（Mick Ryan）取代強生和薩克斯風手吉姆·斯潘薩（Jim Spencer）加入。沃爾斯在1959年離開後由赫胥黎接替貝斯手一職。鍵盤手麥克·史密斯（Mike Smith）在1960年加入，以及蘭尼·戴維森（Lenny Davidson）在1961年取代芮。1962年，在薩克森和斯潘薩離開後，他們將團名改為戴夫·克拉克五人組，也確立了克拉克（爵士鼓）、史密斯（鍵盤兼主唱）、戴維森（主音吉他）、赫胥黎（貝斯）和丹尼士·佩頓（Denis Payton，次中音與上低音薩克斯風、口琴和吉他）的陣容。
起源於北倫敦，樂團被認為是托登罕之聲的始祖（與源自利物浦的默西之聲成對應）。而創立者戴夫·克拉克達成與唱片公司的商業交易，這使得他能夠製作樂團的作品並讓他控制主要錄音行程。歌曲創作部分則是克拉克或他與團員合寫完成。
戴夫·克拉克五人組在1964年至1967年期間在英國有12首前40名熱門歌曲，在美國告示牌排行榜的前40名中有17首。他們的歌曲〈Over And Over〉在1965年聖誕節當天在告示牌百强单曲榜上排名第一，儘管在英國的銷量並不那麼好（在英國單曲排行榜上排名第45）。他們在艾德·蘇利文秀上出場18次—這比任何一支英倫入侵樂團還要多。
樂團在1965年拍攝了由約翰·鮑曼指導的電影《有本事來抓我們》，名稱取自樂團的同名單曲〈Catch Us If You Can〉，在美國發行則命名為《Having a Wild Weekend》。
樂團並沒有跟迷幻音樂潮流的風，除了歌曲〈Inside and Out〉、〈Maze of Love〉和〈Live in the Sky〉外。1970年，戴維森、赫胥黎與佩頓退出後，DC5正式解散。克拉克則與史密斯、主音吉他手艾倫·帕克（Alan Parker）和貝斯手艾瑞克·弗爾德（Eric Ford）以戴夫·克拉克與朋友（英語：Dave Clark & Friends）的名義繼續演出至1973年。
1978年至1993年期間，由於版權持有人克拉克拒絕授權樂團的作品，他們的音樂都沒有以任何商業形式販賣。1993年，戴夫自己製作了CD《Glad All Over Again》，由EMI在英國發行。克拉克於1989年與迪士尼頻道達成協議，重播他擁有版權的1960年代獨立電視台節目《Ready Steady Go!》，也與迪士尼擁有的好萊塢唱片公司達成協議，於1993年發行了雙CD《History of the Dave Clark Five》。直到2008年，英國環球音樂公司發布了熱門歌曲精選，才有可合法使用的DC5相關事物。

## 解散之後
戴夫·克拉克身為製作人外也擔任樂團經理。在解體之後，克拉克成立了一家媒體公司。過程中，他取得了1960年代流行音樂系列節目《Ready Steady Go!》的版權。此外，他還撰寫並製作了1986年倫敦舞台音樂劇《Time – The Musical》，這同時也是他執導了劳伦斯·奥利维尔男爵最後一場的音樂劇表演。與音樂劇同時製作和發行的雙唱片專輯，其中包括由朱利安·列侬（翻唱DC5的〈Because〉）、弗雷迪·莫库里、史提夫·汪达、克里夫·李察、阿什福德與辛普森錄製的歌曲和奥利维尔的精選對白。這張雙專輯於2012年5月數位重製後在iTunes上發布。
麥克·史密斯在2000年發行一張名為《It's Only Rock & Roll》、現在十分稀缺的CD，並在25年的隱退後於2003年復出。他成立了麥克·史密斯的搖滾引擎樂團（英語：Mike Smith's Rock Engine），並在美國進行了兩次小型巡迴演出。他於2008年2月28日因在西班牙的家中縮放圍欄造成的脊柱損傷在倫敦去世，享年64歲。
丹尼士·佩頓在長期與癌症纏鬥後於2006年12月17日去世，享年63歲。瑞克·赫胥黎於2013年2月11日因肺氣腫而去世，享年72歲。蘭尼·戴維森在劍橋郡的學校裡教吉他很多年，他仍然住在那裡。

## 入選搖滾名人堂
戴夫·克拉克五人組在搖滾名人堂2008屆入選者的提名名單中出現，而在2007年12月13日，官方宣布DC5將於2008年3月10日入選搖滾名人堂，並由汤姆·汉克斯擔任引言人。
與當時DC5的三名在世成員一起出席的是戴維森和赫胥黎的家人，以及佩頓的兩個兒子。史密斯曾計劃到場出席，但在入選典禮前11天死亡。戴夫·克拉克在接受演講時表示，他覺得自己就像是在奧斯卡頒獎典禮上。戴維森的家人提到他們於3月8日抵達典禮所在的紐約市，恰好是DC5首次在艾德·蘇利文秀亮相的44年後。
在致敬演出部分，由瓊·傑特和約翰·麥倫坎普的伴奏樂團演出〈Bits and Pieces〉，接著再加入麥倫坎普、約翰·弗格蒂、比利·喬以及其他樂手演出〈Glad All Over〉。
2008年3月，iTunes上發布了28首曲目的精選《The Dave Clark Five：The Hits》。

## 成員
戴夫·克拉克五人組的成員有：
- 戴夫·克拉克（英语：Dave Clark (musician)）（本名大衛·克拉克 David Clark，1942年12月15日生於英國北倫敦托登罕） – 爵士鼓、背景和聲[12][13]
- 麥克·史密斯（英语：Mike Smith (Dave Clark Five)）（本名麥可·喬治·史密斯 Michael George Smith，1943年12月6日生於北倫敦埃德蒙頓北米德爾塞克斯醫院 - 2008年2月28日死於白金漢郡艾爾斯伯里） – 鍵盤、主唱[12]
- 蘭尼·戴維森（本名李奧納多·亞瑟·戴維森 Leonard Arthur Davidson，1944年5月30日生於米德爾塞克斯恩菲爾德（英语：Municipal Borough of Enfield）） – 主音吉他、背景和聲[12]
- 瑞克·赫胥黎（本名理查德·赫胥黎 Richard Huxley，1940年8月5日生於肯特郡達特福德利文斯頓醫院 - 2013年2月11日去世） – 貝斯、背景和聲[12]
- 丹尼士·佩頓（本名丹尼士·阿奇博德·威斯特·佩頓 Dennis Archibald West Payton，1943年8月11日生於東倫敦沃爾瑟姆斯托 - 2006年12月17日死於多塞特郡伯恩茅斯） – 次中音與上低音薩克斯風（英语：Baritone saxophone）、口琴、吉他[12]

## 作品列表
錄音室專輯
- 《Glad All Over（英语：Glad All Over (Dave Clark Five album)）》（1964年3月，美國發行）
- 《The Dave Clark Five Return!（英语：The Dave Clark Five Return!）》（1964年6月，美國發行）/《A Session with The Dave Clark Five（英语：A Session with The Dave Clark Five）》（1964年，英國發行）
- 《American Tour（英语：American Tour）》（1964年8月，美國發行）
- 《Coast to Coast（英语：Coast to Coast (Dave Clark Five album)）》（1964年12月，美國發行）
- 《Weekend in London（英语：Weekend in London）》（1965年5月，美國發行）
- 《Having a Wild Weekend》（1965年，美國發行）/《Catch Us If You Can》（1965年，英國發行）
- 《I Like It Like That》（1965年，美國發行）
- 《Try Too Hard》（1966年，美國發行）
- 《Satisfied with You》（1966年，美國發行）
- 《5 By 5》（1967年，美國發行）
- 《You Got What It Takes》（1967年，美國發行）
- 《Everybody Knows》（1967年，美國發行）/《Everybody Knows》（1968年，英國發行）
- 《5 by 5 = Go!》（1969年，英國發行）
- 《If Somebody Loves You》（1970年，英國發行）
- 《Good Old Rock'n'Roll》（1970年，英國發行）

## 外部鏈結
- 官方網站 （页面存档备份，存于）
- 戴夫·克拉克五人組在Allmusic的網頁
- 摇滚名人堂上的戴夫·克拉克五人組